# Antonio Leon Candia
Antonio Leon (ur. 4 sierpnia 1982 r.) – paragwajski pływak, uczestnik igrzysk olimpijskich. 

## Życiorys

### Igrzyska Olimpijskie
Na igrzyskach olimpijskich osiemnastoletni Leon wystąpił tylko raz - podczas XXVII Letnich Igrzysk Olimpijskich w 2000 roku w Sydney. Wziął udział w jednej konkurencji pływackiej. Na dystansie 100 metrów stylem klasycznym wystartował w pierwszym wyścigu eliminacyjnym. Z czasem 1:08.12 zajął w nim pierwsze miejsce, a ostatecznie, w rankingu ogólnym, uplasował się na sześćdziesiątym pierwszym miejscu.